# Lara Abdallat
Lara Abdallat (* 1981 oder 1982) ist eine jordanische ehemalige Schönheitskönigin und Hacktivistin. 

## Leben
Abdallat wurde 2010 zur Miss Jordanien gekrönt und belegte 2011 den dritten Platz der Miss Arab World.
Nach der Ermordung des jordanischen Kampfpiloten Muath al-Kasaesbeh im Januar 2015 durch die Terrormiliz „Islamischer Staat (IS)“ schloss sich Lara Abdallat den Hackergruppen „CtrlSec“ und „Ghost Security Group“ im Umfeld von Anonymous an. Abdallat soll laut Die Welt im Sommer 2015 mit „CtrlSec“ an der Identifizierung mutmaßlicher IS-Attentäter in Tunesien beteiligt gewesen sein. Etwa zeitgleich sei ihre Hackeridentität aufgedeckt worden.
„GhostSec“ (GSG) greift gezielt IS im Internet an und ist nach eigenen Angaben verantwortlich für die Blockierung oder Löschung von mehr als 55.000 Twitter-Konten, über 100 Internetseiten sowie über 1.000 Propagandavideos.
Lara Abdallat ist das einzige Mitglied von „Ghost Security“, dessen Identität öffentlich bekannt ist.
In der GhostSec-Gruppe will sie enger mit Regierungen gegen IS kooperieren.